# Margot Honecker

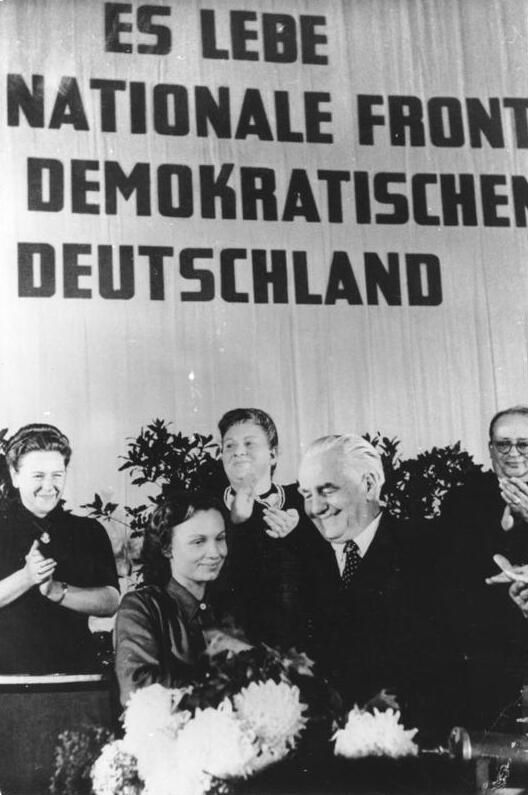
Margot Honecker och Östtysklands president Wilhelm Pieck, 1949.

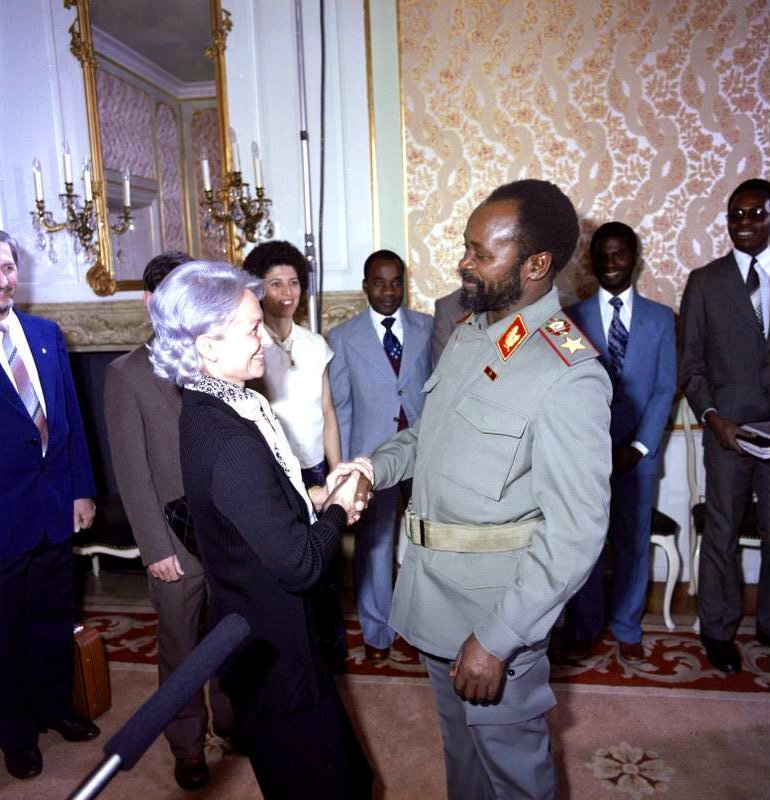
Margot Honecker och Moçambiques president Samora Machel, 1983.

Margot Honecker, född Feist den 17 april 1927 i Halle i Tyskland, död 6 maj 2016 i Santiago i Chile, var en tysk kommunistisk och socialistisk politiker. Hon var utbildningsminister i Östtyskland 1963–1989, samt från 1953 fram till dennes död 1994 hustru till Erich Honecker, Östtysklands statschef 1976–1989. Efter kommunismens fall 1989 flydde Honecker till Sovjetunionen med sin man för att undgå åtal för brott begångna under deras tid i det östtyska ledarskiktet.

## Biografi

### Tidiga år
Margot Honecker var dotter till en skomakare och en fabriksarbeterska i Halle; modern dog 1940. Hon gick i folkskola och var 1938–1945 medlem i Bund Deutscher Mädel (BDM). 1945 blev hon medlem i Tysklands kommunistiska parti (KPD) som 1946 gick ihop med Tysklands socialdemokratiska parti (SPD) i den sovjetiska ockupationszonen för att bilda Tysklands socialistiska enhetsparti (SED). Också brodern Manfred Feist var aktiv inom SED.
Hon utbildade sig till sekreterare och växeltelefonist och blev snart engagerad i den socialistiska ungdomsorganisationen Freie Deutsche Jugend (FDJ). Hon uppmärksammades för sina ledaregenskaper och gjorde en snabb karriär i organisationen. Hon blev sekreterare i FDJ:s centralråd och ordförande för Pionierorganisation Ernst Thälmann. Vid 22 års ålder blev hon den yngsta ledamoten i Östtysklands parlament, Volkskammer.

### 1950- till 1980-talet
Det var också i Freie Deutsche Jugend som hon för första gången träffade sin blivande make, den femton år äldre Erich Honecker, som var ordförande i organisationen åren 1946–1955. Erich Honecker var gift med en annan kvinna när Margot Feist blev gravid och födde 1953 deras gemensamma dotter Sonja. Erich Honecker skilde sig och gifte om sig med Margot Feist år 1953.
År 1955 började Margot Honecker arbeta på utbildningsdepartementet och utsågs till utbildningsminister 1963. Hon drev igenom flera förändringar i utbildningsväsendet som syftade till att skapa en ny "socialistisk generation" av tyskar. Bland annat hade hon stor del i lagen om ett enhetligt socialistiskt utbildningssystem som infördes 1965. 1978 införde på hennes initiativ, mot protester från föräldrar och kristna samfund, obligatoriska militärövningar på skolschemat.

### Murens fall, tidigt 1990-tal
Erich Honecker tvingades avgå som ledare för Östtyskland den 18 oktober 1989, några veckor innan Berlinmuren föll. Honecker och hans fru tog sin tillflykt till prästgården i Lobetal. 1991 flydde paret till Moskva för att slippa ställas till svars för de övergrepp och brott mot oliktänkande som de anklagades för. Vid Sovjetunionens fall sökte familjen asyl i Chile och tog sin tillflykt till Chiles ambassad i Moskva. Ryska trupper gick dock in på ambassaden och grep Erich Honecker och skickade honom till Tyskland för rättegång.
År 1992 emigrerade Margot Honecker till Chile där dottern Sonja Yánez Betancourt bodde. Dottern var tidigare gift med en chilenare som fått politisk asyl i DDR under 1970-talet. År 1993 släpptes Erich Honecker ur fängelse av hälsoskäl och förenades med sin fru i Chile, där han avled i maj 1994.
Margot Honecker anklagades bland annat för att utfärdat ordern om att oppositionella, så kallade republikflyktingar och till och med personer som endast ansökt om utresa, kunde mista sina barn genom tvångsadoption. Det gick dock under utredningen inte entydigt att koppla ordergivningen tillbaka till Honecker, och förundersökningen lades ned 1994.

### Senare år
Margot Honecker levde därefter ett tillbakadraget liv i stadsdelen La Reina i Santiago de Chile. Hon fick pension av tyska staten och hämtade varje månad ut 1 500 euro på Tysklands ambassad i Santiago. Hon sade sig fortfarande vara en övertygad socialist. År 2001, under ett av sina få framträdanden, sade hon: "Ingen lär på allvar förvänta sig att jag skulle offra min syn på världen och min övertygelse på samtidshistoriens altare." (tyska originalet: Niemand wird ernsthaft von mir erwartet haben, dass ich meine Weltsicht und Überzeugung auf dem Altar der Zeitgeschichte niederlege.)
2009 dök Margot Honecker upp i ett oväntat videoklipp där hon firar DDR:s 60-årsjubileum tillsammans med kamrater i Chile. Hon avled där i maj 2016, 89 år gammal; chilenska medier uppgav att dödsorsaken var cancer.